# Moussa Cissé (homme politique)
Pour les articles homonymes, voir Cissé.
Moussa Cissé, est un homme politique guinéen.
Ministre de l'Économie et des Finances au sein du gouvernement dirigé par Bernard Goumou du 20 août 2022 au 19 Février 2024. Il est le directeur général de la Société nationale des pétroles de Guinée du 19 avril 2024 au 11 novembre 2024.

## Parcours professionnel
Avant d'être ministre, il était le conseiller juridique du ministère de l'Économie et des Finances.
Il est nommé par décret le 29 octobre ministre du Budget, puis depuis le 20 août 2022, il est le ministre de l'Économie, des Finances et du Plan en remplacement de Lanciné Condé.

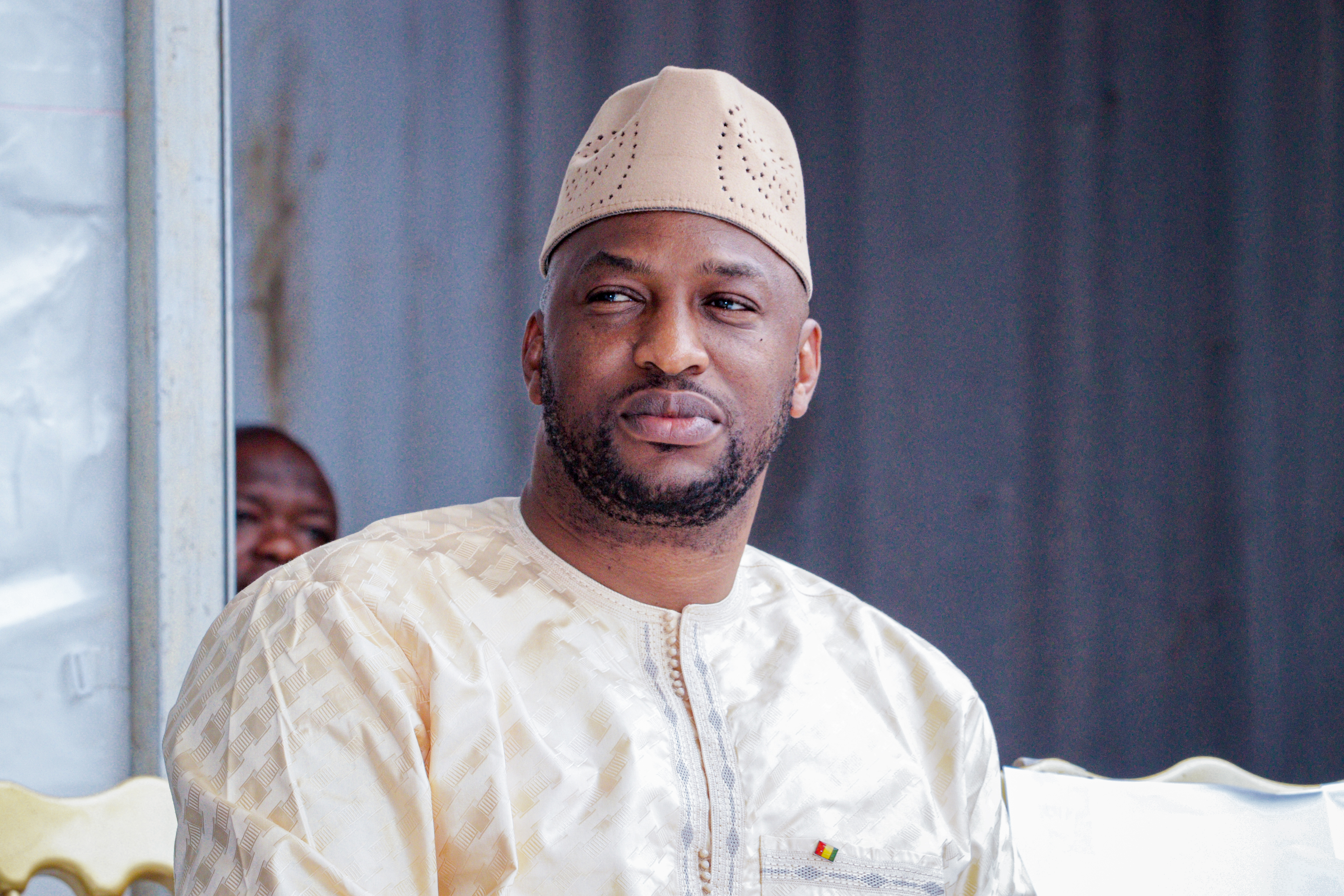

Le 18 novembre 2022, il devient ministre du Plan et de la Coopération internationale.
Le 19 février 2024, le gouvernement Bernard Goumou dont il est membre est dissout par le Comité national du rassemblement pour le développement (CNRD).
Le 19 avril 2024, il est nommé directeur général de la Société Nationale des Pétroles (SONAP) de la Guinée en remplacement d'Amadou Doumbouya, jusqu'au 11 septembre 2024 par Lanciné Condé.